# 南阳市第一中学校
南阳市第一中学校，即南阳一中，简称南中。2005年成为全省首批省级示范性高中，2005年以来连续六届被评为“全国百强中学”，2015年以来，学校先后获得中华百年名校、中国百强中学、河南省教育信息化应用示范校、河南省文明单位、河南省首批综合创新高中、河南省教育系统先进集体、河南省平安校园等荣誉，2016——2020年连续五年被南阳市人民政府荣授“集体二等功”，2019年9月被教育部、人社部表彰为“全国教育系统先进集体”。2020年获河南省中小学德育工作“先进集体” ,被中共河南省委、省政府授予“河南省文明校园"荣誉称号。

## 校史
南阳市第一中学校始建于1903年，是河南省首批示范性高中。学校的前身是乾隆十六年（公元1752年）兴办的宛南书院，1903年光绪皇帝诏改书院为学堂。老校区坐落于南阳老城区书院街一号，现址位于南阳市建设东路1366号，系2002年8月由老城区东关书院街旧址迁入。

## 校训
- 校训：博闻约礼 成德达才
- 校风：团结活泼 文明进取
- 教风：严谨求实 科学创新
- 学风：勤学多练 善思求真

## 校园
一中新校区占地200亩，有多条区间道路，设施先进，环境宜人。主要可分为6大区域。
- 教学及办公区：有1座10层的办公楼、1座可容纳一千多人的报告厅、3座教学楼、1座逸夫实验楼及附楼、天文台等组成，所有建筑一至四楼有连廊相连，是整个校园的核心区域。办公楼有图书馆、多媒体教室、电脑教室、展览室、办公室等设施。3座教学楼，每座4层12个教室（1-12班），三座分别为三个年级。为了答谢邵逸夫先生的慨捐，实验楼命名为邵逸夫实验楼，楼中有物理化学生物实验室多间。实验楼的附楼亦为教室，共八间（一般为每年级13-16班）。报告厅为开会使用。

另外:自2019年开始南阳市一中开始招收来自城区不同初中七八年级的优秀学生组成“实验班”，(2022年拟计划停止招收八年级)用以扩充一中的人才实力。
- 国际部：南阳一中国际部创办于2011年5月，现有4名外教。目前有美国班、加拿大班、西班牙班、新加坡班、普通班。合作高中有托马斯杰斐逊高中、德州国际领袖高中、西班牙帕伦西亚国际学校。

- 体育运动区：有篮球场、400米跑道的运动场等设施组成。

- 花园

- 教师公寓

- 学生寝室：男女寝室分开。A、B区为男生寝室，C、D区为女生寝室。

- 食堂：食堂有三层，底层有小卖部。

2010年4月29日，南阳市一中隆重举行“大师园”揭幕仪式，缅怀和敬仰宛籍近现代学术界冯友兰、董作宾、丁声树、杨廷宝、郭宝钧5位大师。国家总督学顾问、教育部原副部长张天保，国家督学郭长宇，市领导出席揭幕仪式。

## 历任校长
- 邓桦
- 何建堂
- 张群仰
- 杨显社
- 张士君
- 杨文普
- 李冰

## 著名校友
- 中国科学院院士语言学家丁声树
- 中国工程院院士、选矿工程专家余永富
- 中国工程院院士、水力电力工程专家张勇传
- 中国科学院院士地质学家张国伟

## 重要事件
- 2003年百年校庆
- 2004年成为河南省首批示范性高中
- 2013年一百一十年校庆
- 2023年百廿校庆